# Харихарарайя II Сангама
Харихарарайя II Сангама (? — 1404) — махараджахираджа (царь царей) Виджаянагарской империи в 1377—1404 годах.

## Биография
Происходил из династии Сангама. Занял престол в 1377 году после смерти Буккарайи I. Способствовал возвышению виджаянагарского государства. В начале правления завоевал земли между реками Неллором и Калингой (принадлежавшие роду Кондавиду). Одновременно были подчинены области Аддарнка и Шришайлама. После этого продолжил походы на юг, захватив Канару, Майсур, Тричиннополи, Канчи и Чинглепут. Тем самым был покорён почти весь юг полуострова Индостан.
В 1378 году воспользовался смертью султана Муджахида Бахмани, чтобы перейти в наступление против бахманидского султаната. Новый султан Мухаммад-шах II не смог противодействовать войскам Харихарарайи, который захватил важные порты Гоа, Чаул и Дабхол.
В 1398 году началась новая война против Бахмани с целью захвата долины Райчура. Однако Харахарарайя II попал в засаду султана Фируз-шаха, в результате чего вынужден был отступить. При этом он выплатил значительный выкуп за пленных брахманов.
После этой неудачи махараджахираджа сосредоточил внимание на возрождении военной и политической мощи государства, чтобы подготовиться к реваншу, однако вскоре умер, оставив трон своему сыну Вирупакшараи I.